# Турниця
49°36′32″ пн. ш. 22°22′36″ сх. д. / 49.6089° пн. ш. 22.3767° сх. д.
Турниця (пол. Turnica) — лісовий масив і гірський хребет в південному Надсянні на території Польщі, обмежений верхньою течією річки Вігор. Найвища точка — гора Сухий Обич.
В межах Турниці розташовані населені пункти — містечко Риботичі, села Арламів, Бориславка, Кальварія, Квашенна, Ліщини, Сопітник, Папоротно, Ямна Горішня, Ямна Долішня та інші.
Турниця здавна була природною межею між Надсянням та Бойківщиною.